# Zhang Ke
Zhang Ke (en chino: Zhāng Kē) (nacido en 1970) es un arquitecto chino. Zhang Ke tiene de posgrados en Universidad Tsinghua en Pekín y la Universidad de Harvard en Estados Unidos. En 2001 fundó su estudio ZAO/standardarchitecture (标准营造).
Zhang Ke fue galardonado con el 2016 Premio Aga Khan de Arquitectura y en 2017 obtiene la Medalla Alvar Aalto. En 2016 representó a China en la Bienal de Venecia.

## Obras seleccionadas
- Edificio Novartis en el Campus, 2016, en Shanghái en China[4]
- La transformación de antiguos hutongs de Pekín[5]
- Museo de la Academia China de Arte (CAA) en Hangzhou[2]